# Pirveli Otobaia
Pirveli Otobaia (en georgiano: პირველი ოტობაია) o Otobaya I (en abjasio: Отобая I) es un pueblo que pertenece a la parcialmente reconocida República de Abjasia, dentro del distrito de Gali, aunque de iure es parte del municipio de Gali de la República Autónoma de Abjasia de Georgia.

## Geografía
Pirveli Otobaia se encuentra en la costa del mar Negro, a 20 km de Gali, en la frontera de Abjasia con Georgia. 
Limita con Gaguida en el norte, el pueblo de Nabakevi en el noreste, Meore Otobaia y Pichori en el sur y en el este, el río Inguri cerca de su desembocadura en el Mar Negro. Las aldeas de Rami, Kvishona, Veshkudeli y Zartsupa están bajo la administración del pueblo.

## Historia
Pirveli Otobaia fue en el pasado parte de la región histórica georgiana de Mingrelia y desde el siglo XVII de Samurzakán. Después del establecimiento de la Unión Soviética, la aldea formó parte de la RASS de Abjasia dentro del distrito de Gali. En este periodo casi toda la población era de nacionalidad georgiana.
Durante la guerra de Abjasia en 1992-1993, la aldea estuvo controlada por las tropas del gobierno georgiano y, después de los combates, la población quedó bajo el dominio separatista de Abjasia.
Según los acuerdos de Moscú de 1994 sobre el alto el fuego y la división de las partes beligerantes, el distrito de Gali se integró en la zona de amortiguamiento, donde la seguridad de las fuerzas de paz de la CEI se ocupaba de la seguridad dentro de la misión UNOMIG. Las fuerzas de paz abandonaron Abjasia después de que Rusia reconociera su independencia en 2008. Cuando se construyó una base militar rusa en Pichori, los soldados rusos apostados aquí se mudaron a aquella base, dejando en manos de la guardia fronteriza abjasia la frontera. En 2011, se construyó en Pirveli Otobaia una nueva pequeña urbanización para los guardias fronterizos rusos.
En 2017, durante la noche, un perpetrador desconocido intentó sin éxito asesinar al recién elegido alcalde de Pirveli Otobaia (Vitali Sorokin), lanzando una granada F-1 a través de una ventana de su apartamento alquilado. Sorokin es un ruso étnico que es un veterano de la guerra de 1992-1993. Según Temur Nadaraji, presidente del distrito de Gali, el motivo del atacante fueron los esfuerzos del alcalde por poner orden en la administración de la aldea y la auditoría de tierras, después de lo cual eliminó de la población a casi 500 personas que no vivían aquí desde hace más de 15 años.

## Demografía
La evolución demográfica de Pirveli Otobaia entre 1989 y 2011 fue la siguiente:
| 459                                                 | 2272 |
| (Fuente: Population of Abkhazia since Soviet times) |      |

La población de Pirveli Otobaia ha disminuido tras la guerra de Abjasia pero no su composición, siendo inmensamente mayoritarios los georgianos étnicos.
|              | 2011      | 2011       |
| Grupo étnico | Población | Porcentaje |
| ------------ | --------- | ---------- |
| Georgianos   | 2753      | 99,3%      |
| Abjasios     | 4         | 0,1%       |
| Rusos        | 5         | 0,2%       |
| Ucranianos   | 1         | 0,1%       |
| Total        | 2772      | 100%       |